# Рюриков Федор Олександрович
Рюриков Федор Олександрович (1887, Ворсма, Павловський район, Нижньогородська область, Росія — 19 березня 1940  — вчений-зоотехнік, професор.

## Життєпис
Походив з міщан, потомственних почесних громадян. У 1921 р. завідувач зоотехнічного відділу Харківської обласної сільськогосподарської експериментальної станції. У 1929 р. виконував обов'язки директора Українського інституту молочного господарства. В 1937 р. працював в Українському науково-дослідному інституті тваринництва. Заарештований 1 грудня 1937 р. органами Народного Комісаріату Внутрішніх Справ. 21 жовтня 1938 р. засуджений на відбуття покарання у виправно-трудових таборах строком на 15 років. Помер 19 березня 1940 р.